# Wapowski (cràter)
Wapowski és un cràter d'impacte pertanyent a la cara visible de la Lluna, situat prop del Pol sud del satèl·lit. Es troba a sud-oest dels cràters von Baeyer i Svedberg, just dins de la vora del prominent cràter Scott.

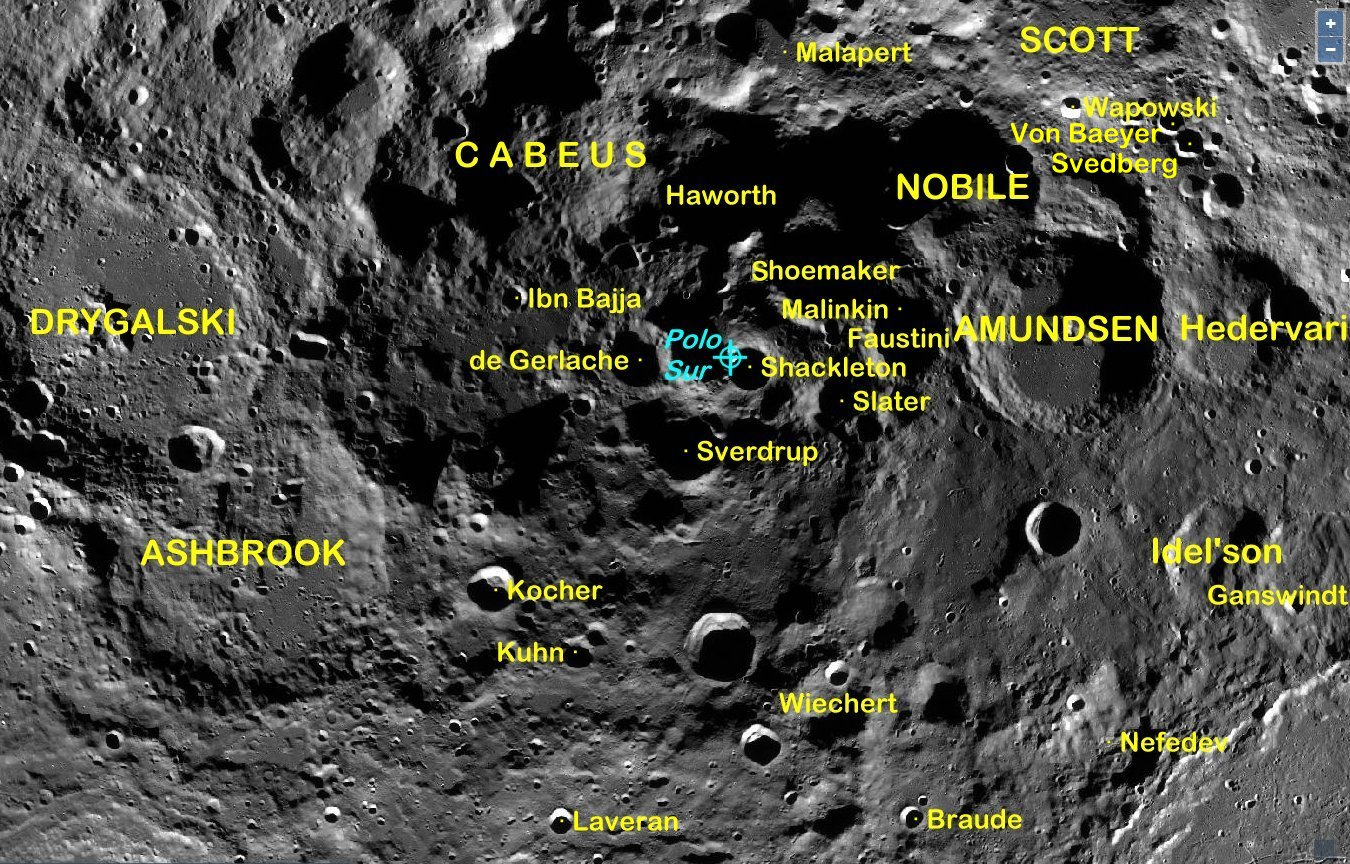
Localització de Wapowski (quadrant superior dret de la imatge)
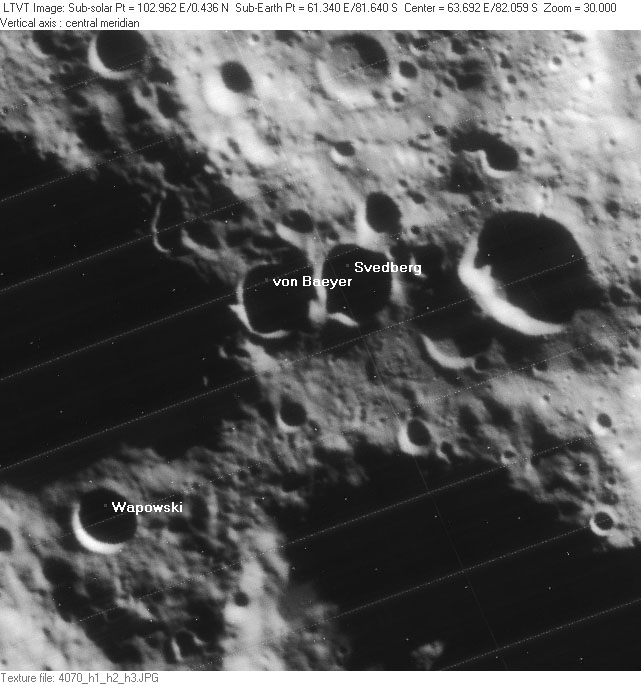
Fotografia de la missió Lunar Orbiter 4

El cràter té forma de copa i no mostra signes de desgast apreciables. L'alçada de la vora sobre el terreny circumdant és de 430 m, i el volum del cràter és d'aproximadament 60 km³.